# 体育会系
体育会系（たいいくかいけい）とは、課外活動の分類の一つである。転じて、それらに属する人々やその性格・気質のステレオタイプを意味する。対義語は文化系である。

## 概説
精神論（根性論など）、上下関係、体力の重視を特徴とする。日本では大学クラブ活動（いわゆる体育会に属する）やスポーツ選手養成組織で育まれることが多いことから「体育会系」と呼ばれる。素地は少年野球などの学童向けスポーツや中学校・高等学校の運動部の段階で養われている。
このような風潮はアメリカ合衆国でもみられ、男子は「ジョック」、女子は「クイーンビー」と呼ばれる。男子であれば野球やアメフトのチーム、女子であればチアリーディング部に所属することは、ジョック／クイーンビーの中でも人気になれるといったステレオタイプがある。ただし、「体育会系」はスポーツや厳格な上下関係への傾倒や、それで培った粘り強さやコミュニケーション力など性格面への言及が主であるに対し、「jock」は加えてクリーク（スクールカースト）上位であることを含む。
いわゆる「文化系」の代表と位置づけられる「演劇」「吹奏楽」「合唱」といった公演系のクラブやサークルについても、基本的にチームワークで活動することや運動部と同様に指導者によるスパルタ式指導とそれ相応の体力も要求されるため、（発声練習、発声や管楽器を吹くための体力のためランニングや腹筋トレーニングが行われるなど）体育会系的要素が濃く存在する場合もある。
日本の部活動やスポーツ界は、先輩（または実力のある上位者）への批判はおろか、疑問を抱くことすら許されない体質、年齢主義的で年功序列・上意下達型の縦社会を形成する場合が多い。例えば大学の運動部を表す表現に「4年神様、3年貴族、2年平民、1年奴隷」というものや、相撲界を表す表現に「無理偏に拳骨と書いて兄弟子と読ませる」などといったものがある。
各大学の応援団や体育会系クラブが変わりつつある。かつて（1990年代以前）は厳しい上下関係、飲酒の強要などの通過儀礼が多くあったが、近年の学生の気質や価値観の変化などもあり、部員の確保に困難なことなどから「未成年者に酒を飲ませない」「授業を優先させ、アルバイトを許可制にする」など厳しさを保ちつつ、時代の変化に応じた改革を行う応援団が相次いでいる。またパワーハラスメントなどの認識が社会に広まったことで、先輩部員による度が過ぎた「しごき」と称する厳しい指導などは「鍛錬の名を借りたイジメ」と取られ、見直されるようにもなっている。
高校球児の頭髪には年長者を中心とした周囲の固定観念が根強く残る。地方予選を勝ち残り、チームが甲子園に立った時、監督は選手の頭髪を自由化すると、特に年配のOBやファンから「球児らしくない」と苦情が殺到した。しかし、頭を丸めることを強制することは明確な体罰（暴力）と定義されている。アメリカ合衆国のスタンフォード大学アメリカンフットボール部の河田剛コーチは、「日本人はケガをおしてやり続けることが素晴らしいと思っている。それは間違いであり、早く改善されるべき課題である」と述べている。

## 背景
スポーツライターの相沢光一は、古来に中華帝国（隋・唐他）から伝来した儒教の教えが背景にあるとしている。親や年長者など目上の者は立て、従うという考え方が日本の組織の秩序を維持する上でスタンダードになっており、そうした家父長制的な考え方は中世・近世の若衆宿や武家社会などから近代の軍隊へと受け継がれ、体育会系運動部に根付いたという。また、スポーツは球技系を中心にチーム競技が多いことから、結果的に全体の秩序を守ることにも繋がり、運動部には好都合の価値観だったとも述べている。さらに、運動部だけでなく中等教育を中心とした学校教育においても、体罰の行使や全体の統制重視などをはじめとする、体育会系価値観による教育が管理教育の名のもとに1980年代まで行われていた。
スポーツライターの玉木正之は、日本ではスポーツを「体育」として捉え実践し続けてきた背景があり、学校で行うスポーツの目的がそれを通じた体力養成、人格形成、社会的ルールの体得、協調性ある良き社会人の育成に重点を置いているからで、その「体育的教育観」とスポーツとを混同させ、現在においてもスポーツの場で同様の考えを最優先している指導者が少なからず存在すると述べる。玉木は、スポーツに様々な教育的効果があるのは認めつつも、それを一般社会とは切り離して扱うべきと説いている。
また相沢と玉木は、先輩後輩を軸にした体育会系という特殊な縦関係はフィールドの外にも広がり、学校の卒業及び会社の定年退職後も先輩が社会でも優位に立つ、厳密な縦社会が形成されているとしている。
古代ギリシアの優生思想で、軍国主義的政治を尊ぶ厳格な教育制度はスパルタ式と後世に呼ばれ、こうした人材育成はスパルタ教育と言われる語源となった。男性は、戦争に出ても生きて帰って来れるような健康でしっかりとした子を期待され、質実剛健、忍耐と服従を身につけさせた。スパルタは人類で初めて結婚を制度化し、国民皆兵制度と軍事組織の維持の為の結婚であり、その中で、女性にも体育が奨励され、健康な子を持つことが期待された。女性はまず子作りが最優先とされ「強い子供を産める母体の育成」のために幼少期から厳しい体育訓練を受けていた。このような歴史的事実から転用され、現代日本では厳しい教育一般について、比喩として「スパルタ教育」と呼ばれることがあり、これも「体育会系」と関連付けられることがある。

## 体育会系と日本の社会
公務員組織においては特に顕著に見られる。地方・国家公務員のいずれも「上司の職務上の命令に忠実に従わなければならない」ことが公務員法で明確に規定されており、公務員には上司の適法な職務上の命令に服従する義務があることから、公務員組織は厳格な上意下達型の命令系統を重視する体育会系の組織文化である。
学生生活における体育会系的な文化は日本の一般社会においても顕著だ。日本における職業高校（商業高校、工業高校など）が公立高校であっても野球を始めスポーツ大会で好成績を収めている理由の一つに「（上下関係の大切さと強靭な肉体と精神力を鍛える）運動系部活動を推奨し企業にとって役に立つ人材を輩出する」ことを第一としているとみられる（他に全県1学区であり県内であればどこからでも入学可能という実情もある）。日本の企業もやはり年功序列を基礎としているため、体育会系的な価値観の者は「礼儀正しい」、「強い精神力がある」、「目上の者を立てる」などの好印象を持たれることが多く、古くから組織の構成員として好まれ、採用されてきた。
ただし、自ら考えることなく監督やコーチ、上級生の言うことに唯々諾々と従い、大学や高校などの学校組織に守られながら学生生活を送る体育会系学生の中には精神的に弱い者も多いという評価もあり、近年は“体育会系である”という要素がプラスに働く傾向が1970年代から1980年代の頃に比べて弱まってきているという見方がある一方、まだまだ体育会系学生はホワイトカラーをメインとする企業から根強い人気があり、体育会限定の合同企業説明会も開催されている。特に、いわゆるブラック企業では、達成困難な目標に従順に向かうことを、当人の健康を軽視して強要する体質がある。
体育会系は肉体的かつ精神的タフさ、打たれ強さ、忍耐力を備え、さらに「上下関係をわきまえ、たとえ本心では嫌だと思う命令でも従う忍耐力」をもち、勝ちパターン、成功パターンをつかんでいると肯定的に評価する人もいる。一方、時には社会規範を超えてすら上司や組織に対する忠誠心が高いこと、同僚や部下に対する配慮が体育会系以外の社員より意識が低いことから、社内環境を悪化させる危険因子にもなり得ると指摘する者も多い。そういった背景から、さまざまな価値観の人たちと協力、広い視野で客観的に判断して、ゼロから何かをつくりあげるといった、創造性やクリエイティビティに対する高い資質を求めるようなところには不適格であると判断されるケースが目立つ。また経営学者で組織論が専門の太田肇・同志社大学教授は、そのような組織や上司に従順かつ忠実で、しっかり序列を守るような体育会系の人間を「イヌ型人間」と表現している。
不条理な精神論がまかり通り、ルールや上の命令には絶対服従といった「体育会系」の体質をもつ組織が存在する。 運動能力のほかに特筆する能力のない人材が集まりやすいといった傾向がある。そうした組織では部下が酷使され、短期的な生産性は向上するものの、末端の構成員が「成績を上げるためだけのコマ」になってしまう可能性が高く、「すぐに結果が出せないコマ」は潰されることになる。そのため、長期的観点でみると、生産性が下がるケースも往々にしてある。部署内においても、体育会系の上司の下で働く部下は「上の命ずる業務を遂行するだけのコマ」にされる傾向がある。しかし、その一方で優秀な部下があらわれると、「空気が読めない」など理不尽なレッテルを貼りたがる。結果主義を謳いながら、優秀な人材があらわれると潰しにかかるといった、会社にとって不利益な他罰主義は、体育会系特有の二面性といえる。結果、仕事環境が悪くなり、優秀な人材ほど退職していき、社会問題となっているブラック企業の体質形成の温床となる。

体育会系人材のなかでも学業優秀者は、体育会系と同じ括りではなく文武両道のエリートとして扱う場面がある。彼らは、学業優秀でない体育会系人材に多くみられる価値観に一部反するが、多様性を理解する、革新的な内容でも抵抗感なく受け入れるなどと、建設的思考に長ける傾向がある。特にグローバル企業や最先端IT系の企業など革新的要素を重視する人事内では、このような人材を指して便宜上「体育会系」と呼称する場合がある。これは会社に残存する、保守的な体育会系に配慮しているという側面もある。これらの急成長企業の影響により、中小企業の一部の人事にも波及している。根性論や結果重視といった、昔ながらの体育会系の気質が強い人材は、即戦力になりやすく、結果を早く出すというメリットを重視していた。しかし、その結果生み出された商品や提供されるサービスの質が社会のニーズに伴わなわず、さらには国際的な品質競争にも太刀打ちできないといった、デメリットを無視できない時代背景となっており、採用を見合わせるケースが増えた。現在では、体育会系への優遇措置を撤廃した企業も多く、このような人事である場合、文武両道人材は体育会系に含めず（社風や人事判断によって含まれる場合もある）、エリート、キャリア採用などとされる。

## 思想との関連
保守主義や権威主義との関連性を指摘する見方もある。1960年代の学生運動・大学闘争全盛期には、左翼学生運動の勃興に対する危機感から、「民族派」と呼ばれる保守系学生組織が大学当局側の肝煎りもあって次々と結成された。彼らは“学園生活の正常化”の名のもとに左派学生グループと衝突することになるが、彼らの多くが体育会系学生であった。日大の元理事長田中英寿は、日大闘争で「関東軍」と呼ばれた体育会系学生組織を率いて左翼学生の集会に殴り込みをかけ、大学当局から目をかけられたことがきっかけで大学職員となった。
明治大学では当時硬式野球部監督の島岡吉郎が安保反対のデモ活動に参加している学生を見つけた際、教え子で当時野球部主将の星野仙一に対し「おい、あれはアカか？」と聞き、星野が「そのようですね」と返事すると、島岡は星野にその学生を殴るよう命じ、星野はそれを遂行したという

## 性格
以下は傾向であり、全ての体育会系人物に当てはまるとは限らないことに注意されたい。また、出典は2015年以前であり、現状を反映していない可能性に注意されたい。
- 覇気・活気がないことに苛立ちを感じ、乗りや勢いで進める[22]。
- 「世の中は気合が全てだ！」と根性論を好む[23]。
- 社会人の場合、サービス残業を仕事熱心な証拠だと思い込む[24]。
- 声が大きく、「がんばれ！」が口癖[24]。
- 飲みニケーションと称し酒宴に強制参加させ、かつ後輩に酒を強要する[24]。
- 上下関係、挨拶、礼儀に厳しい[25]。

## 主な大学体育系サークルの不祥事の一覧
- 1965年5月　東京農業大学ワンダーフォーゲル部死のシゴキ事件
- 1998年1月　帝京大学ラグビー部の部員5名が、都内のカラオケボックスで19歳の女性を集団で暴行し、婦女暴行容疑で逮捕された（被害者と示談が成立し告訴が取り下げられ、逮捕された学生は起訴猶予となった[26]。）。当時の読売新聞によると、犯罪を幇助した下級生については、上級生には絶対に逆らえないというカルト宗教的な体育会系運動部の特質に配慮し、警察は処分を見送ったとされる。上級生一人が性犯罪を行うことを決めると、集団性犯罪に発展するという体育会系運動部の異常な特質を示すものとのコラムが掲載された。
- 2004年2月5日　北九州市立大学野球部の部員らがわいせつ行為を行いその内の1人が逮捕され罰金刑を受けた。また3人が家裁送致となった[27]。
- 2004年4月　明治大学水泳部員2名が飲酒後、川崎市内の小田急線線路上に置き石をしているのを警察官に見つかり逮捕された。
- 2004年12月7日　亜細亜大学野球部の部員が、JR中央線快速電車車内で20歳の女性を取り囲み集団で強制わいせつをしたとの嫌疑で5人が逮捕された[28]。そのうち、主犯格の部員のみ起訴され、残りの4人は巻き込まれた冤罪だとされている。
- 2004年6月3日　国士舘大学サッカー部の部員らが集団で未成年の少女と淫行をし、児童福祉法違反等で部員15人が逮捕された[29]。
- 2005年12月　京都大学アメフト部レイプ事件
- 2006年3月　明治大学の運動部合宿所からの騒音により慢性的な睡眠不足になったとして、運動部合宿所近くの住民が明治大学を相手取って873万円の慰謝料を求めた。東京地裁はこのうち、午前3時頃まで行われた宴会の話し声について訴えを認め明治大学に計45万円の慰謝料の支払いを命じた[30]。
- 2007年2月　日本大学サッカー部やラグビー部員ら61人が、不正に入手した通学定期券で京王線やJR線に常習的に乗車していた。日大側が両社から請求されていた不正乗車による割り増し罰則金642万円を納付した[31]。また、日大は不正に関与した61人全員を学則に基づき処分した。サッカー、ラグビー両部は2006年度中の公式試合出場を辞退した[32]。
- 2007年7月　明治大学応援団リーダー部いじめ自殺事件。 同部に所属していた3年生の部員が暴力行為などを受けた末自殺した[33]。
- 2007年10月　同志社大学ラグビー部の2人がわいせつ目的略取容疑で起訴、2名とも執行猶予つき判決が下る[34][35][36]。
- 2007年8月17日　関西学院大学体育会馬術部元監督が教え子に強制わいせつをして逮捕される。懲役2年6ヶ月 執行猶予4年。
- 2007年12月　関東学院大学ラグビー部の2人が大麻取締法違反で逮捕・起訴される。他に12名の部員が大麻吸引を認めた[37]。その後、対外試合を2008年3月末日まで自粛することを決定した。
- 2008年7月14日　日本大学スキー部員強姦致傷事件。同部に所属している18歳の部員が強姦致傷事件を起こす。そのことについて日大スキー部は虚偽報告をしたため、インカレ出場停止となった[38]。
- 2008年11月　愛知学院大学男子バレーボール部員と元部員の2人が恐喝容疑で逮捕された。2人は日頃から後輩にマッサージなどを強要しており、それを不満に思った新入部員が監督に相談したことに激怒し、「暴力団関係者に知り合いがいる。おれたちもかたぎじゃなくなる。二年で三百万円払え」と恐喝したり、全裸で高速道路を走るよう強要していた。
- 2008年12月　東洋大学陸上部員の学生が、通学途中の東武東上線車内で、女子高校生に痴漢行為を働いたとして強制わいせつ行為罪で逮捕された。
- 2009年3月　日本体育大学陸上部の部員が、大麻取締法違反容疑で逮捕され、翌年の箱根駅伝のシード権はく奪、出雲・全日本の各駅伝の推薦取り消しなどの処分を受ける[39][40][41]。
- 2009年6月　近畿大学ボクシング部では強盗容疑により、2人の部員が大阪府警に逮捕される事態となった。この事件を受け同学では、社会的責任を明確にするため、同部を廃部した[42]。しかしその後、同部OB会などからの復活の嘆願の声を受け、3年後の2012年10月27日に復部することになった。総監督として同部OBの赤井英和が就任し、同部の再開と復興が進められることになった[43]。
- 2009年6月　京都教育大学の体育会系部活動の合同コンパにおいて未成年の女子学生に酒を飲ませて準強姦や準わいせつ行為をしたとして6人の男子学生が逮捕された。後に示談が成立して学生が全員不起訴となった後、同大学長は辞意を表明した[44]。
- 2009年7月　大阪経済大学ラグビー部員3人が大麻取締法違反の容疑で逮捕される。さらに、同部員2人と同部OBがアダルトビデオに出演していたとして退部処分となる[45]。なお、複数部員によるアダルトビデオ出演等は、立教大学野球部でも2000年代前半に類似の事例があった。
- 2009年8月　関西大学野球部員が、特殊詐欺に利用する架空口座を開設しようと別の大学生に依頼するも断られたため、その腹いせに現金を脅し取ろうとしたとして恐喝容疑で逮捕・起訴された[46]。この事件の責任を取る形で、当時の野球部監督や顧問らが辞任した[47]。
- 2009年9月　日本体育大学レスリング部員が強姦致傷容疑で逮捕される。レスリング部は対外試合を含む活動を無期限禁止とする処分が決定[48]。
- 2010年　佛教大学野球部の部員が後輩に対し金を貸すことを強要したり、当たり屋を計画し後輩に参加するよう要求したりするなどしていたことが発覚し、当該部員は無期停学となり、同部の監督や部長らが引責辞任する事態に発展した[49]。
- 2010年7月24日　びわこ成蹊スポーツ大学野球部は練習場の清掃作業を実施したが、この清掃作業に当時の1年生部員37人のうち22人が参加しなかった。これを、参加した1年生部員の一人が自らのブログに於いて「清掃をしない奴は辞めてもらいたい」などと批判したところ、同月26日に、不参加だった部員のうち4人（いずれも当時未成年）から集団暴行を受け、顎を骨折するなどの重傷を負い入院する事態となった。事実関係を把握した大学側は27日から活動を自粛し、8月2日に所属する京滋大学野球連盟に報告[50]。
- 2010年3月・9月　関西大学レスリング部の主将及び副将だった部員2名が焼肉店で飲食中に、他の部員に加熱されたトングを押し付けて火傷を負わせるなどの暴力を行っていたことが発覚。さらに、これら2人の加害部員は、同年8月に行われた合宿中に、トランプの掛け金と称して被害部員から金を脅し取ったことや、被害部員の自宅に侵入して物品を盗んだりしていたことも明らかになった。被害部員は大阪府警吹田署に、傷害・恐喝・窃盗容疑での被害届を提出。大学側は2011年4月に加害部員2人を除名処分とした[51]。また、同部は活動自粛となった[52]。大阪府警は、加害部員2人を窃盗容疑で逮捕した[53]。
- 2011年8月　関西大学ヨット部の3年生の男子部員が兵庫県西宮市内のヨットハーバーで、用具の保管などを巡り後輩の2年生の男子部員を指導していたがトラブルになり、2年生部員のうちの1人の顔を殴り、顔を骨折する重傷を負わせていたことが発覚。責任を取る形で、ヨット部は活動停止となった[54]。
- 2011年9月　神戸学院大学サッカー部は静岡県御殿場市内で合宿を実施したが、合宿中に、Jリーグ・ヴィッセル神戸から派遣されていた小松晃監督が、酒に酔って、部屋で飲酒していた1・3年生部員に対し、殴る蹴るの暴行を加えていたことが発覚。小松は同年9月30日付で解任された[55]。
- 2011年9月　九州看護福祉大学女子柔道部の合宿中、飲酒で意識がない部員に暴行を働いた男性コーチが准強姦罪で逮捕され、2014年4月に懲役5年の刑が確定した。
- 2012年1月　甲南大学ラグビー部の当時の副主将が神戸市内の寺院でお守り販売などのアルバイトをしていた最中に、客から見えない位置で下半身（尻）を露出した上、他の部員が携帯電話で撮影し、副主将自身がTwitterに投稿した。この事件を受け、同部は無期限の活動停止処分となったが、3ヶ後の2012年7月12日に処分が解除された。[56]。
- 2012年4月6日　明治大学柔道部の20歳の男性部員が東京都港区内の飲食店で店員と口論となり、店員を首を絞めながら投げ倒し、左腕を骨折させる事件があった[57]。
- 2012年5月7日　小樽商科大学アメリカンフットボール部の学内で開かれていたバーベキューパーティーで飲酒していた部員のうち、男子学生4人と女子学生5人が急性アルコール中毒で救急搬送された。そのうち一学年生の19歳男子学生一人が意識不明の重体となり、後に死亡した[58]。大学側の調査によると、同部では飲酒を勧められても断れない慣習があり、下級生に対する飲酒の強要があったとされている。同部はその後、2012年7月11日をもって廃部となった。
- 2012年3月　大阪国際大学サッカー部は3月17日から19日にかけて高松市内で合宿を実施していたが、その最中に当時2年生の男子部員3人が宿泊中の旅館内で酒に酔った女性に対し乱暴し、香川県警に集団準強姦罪で逮捕されていたことが判明。同大学はサッカー部を活動停止にしたが、公式戦出場辞退を関西学生サッカー連盟に伝えたのみで事件そのものについては「部内の不祥事」だとして伝えていなかった[59][60]。
- 2012年8月　早稲田大学アメリカンフットボール部の部員約50人が新潟県妙高市のホテルで行われた合宿で、女性用浴場を集団で覗いたり、未成年部員に対し飲酒を強要するなどし、1-3試合の出場停止処分となった[61]。
- 2012年8月8日　明治大学馬術部において川崎市内の同部厩舎で、4年生の男子部員が1年生の男子部員を殴り失神させる事件を起こした。被害に遭った1年生部員は、精神的に不安定な状態に陥った。大学側は同部を9月8日から1ヶ月間の公式試合出場停止の処分とした。1年生部員に対しては、2年生の男子部員が十数万円を借りていることも、事件の調査の過程で明らかになった。同部では2010年度にも、上級生が下級生に対し金銭を要求したり暴力行為に出たりする不祥事が相次いで発生している[62]。
- 2012年12月1日　成蹊大学空手道部において同部OBの77歳の男性が指導のため訪問していたが、その際、部の主将で3年生の22歳の男が、OB男性に対し顔などを数回に亘り回し蹴りするなどし、OB男性は頭蓋内損傷と見られる症状で死亡した。警視庁武蔵野署は同月8日に、主将を傷害致死容疑で逮捕した。この主将はOB男性から、指導の際に平手打ちを受けており、指導方針への不満が動機となったと供述している[63]。
- 2013年　女子柔道強化選手への暴力問題
- 2013年5月　東海大学サッカー部において、部員同士の暴力事件があったことが表面化した。同部は当面活動自粛の上、リーグ戦への出場を見合わせた[64]。
- 2014年3月　駒澤大学野球部の当時3年生部員が2年生部員を蹴り、右手薬指を骨折させた[65]。
- 2014年7月　関西学院大学柔道部の部員2人が神戸市内のダンスクラブでスリを行うなどしたとして、兵庫県警に窃盗容疑で逮捕された（その後2人が追加で逮捕）。また、このスリ行為に、同大学の他の数人の学生も関与していた疑いも出ている[66]。
- 2015年3月初旬　大阪商業大学日本拳法部集団暴行事件。同大学日本拳法部は大阪府東大阪市内で合宿を行っていたが、同部の主将ら4人の部員が、当時1年生だった部員の1人に対し、酒に酔わせて頭突きを食らわせ負傷させたり、浴槽に顔を沈めたりするなどしたとして、同年5月10日に大阪府警に傷害容疑で逮捕された[67]。
- 2016年5月　中央大学サッカー部の部員がスーパー店内で買い物中の女性のバッグを盗んだとして逮捕された。部員はU-18日本代表に選ばれたこともある有望選手であった。また、同人は2019年9月にも、ショッピングセンター内で買い物中の情勢のバッグを盗んで逮捕された。
- 2016年1月　城西国際大学のサッカー部員が、路上で女子高校生にハサミを突き付けて近くの駐車場に連れていき暴行を働いたとして逮捕された。部員は、犯行理由に部活動で溜まったストレス解消のためと供述した。
- 2016年3月　法政大学水泳部員が大麻所持で逮捕される。5月には入手先で水泳仲間の学習院大学水泳部員も逮捕された。
- 2016年10月　関西学院大学陸上部員が、同年6月に京都市内の自宅近くのマンションに空き巣に入った容疑で逮捕された。現場に犯人の学生証が落ちていたことから発覚した。
- 2017年7月　近畿大学ボクシング部の29歳の男性監督が、特定の女子部員に対し、性的行為を求めるなどのセクシャルハラスメント行為をしていたことが明らかとなり、当該監督は自宅待機を命じられた[68]。
- 2017年7月　2016年1月に青山学院大学陸上部の部員が、女性ファンに暴行を働いたとして書類送検されるが不起訴処分となった。部員は箱根駅伝で活躍した有名選手。
- 2018年5月6日　日本大学と関西学院大学とのアメリカンフットボールの定期戦で、日大選手の一人が、パスを投げ終え無防備な状態だった関学選手に対し後方からタックルを加え、負傷交代させた[69]。加害選手に対する日大監督の内田正人らの恫喝が発覚し、問題視されている（詳細は日本大学フェニックス反則タックル問題を参照）。
- 2019年7月　日本大学のボクシング部員とトランポリン競技部部員が、特殊詐欺の受け子をして逮捕された。
- 2019年8月　慶応義塾大学アメリカンフットボール部の部員が集団で同部マネージャーらが入浴していた女性用浴場をのぞき、盗撮していたことが発覚し、活動自粛処分となった[70]
- 2019年10月　慶応義塾大学体育会応援指導部のリーダー部員が、上級生の指示で同部チアリーダー部員らが入浴していた女性用浴場を盗撮していたことや、上級生がチアリーダー部員の下着を窃取していたことが発覚[71]。
- 2020年1月　日本大学ラグビー部員が大麻取締法違反で逮捕された。
- 2020年9月　愛知大学野球部員と無職男の2人が新型コロナウイルス対策持続化給付金をだまし取ったとして逮捕された。2人は、SNSを通じて知り合った知人にも不正受給方法を指南していた。野球部員はプロ球界からも注目されていた有望選手だった。
- 2020年9月　近畿大学サッカー部で大麻使用が蔓延していることが発覚。5人が逮捕されたが、大阪府警は立件を見送った。
- 2020年10月17日　東海大学野球部の複数の部員が大麻を使用したとして、同部は無期限の活動停止の処分とされた[72]。
- 2021年1月　慶応義塾大学野球部員が新型コロナウイルス対策持続化給付金をだまし取ったとして逮捕された。部員の祖父は著名なプロ野球選手であった。
- 2021年5月19日　駒澤大学陸上部部員が、マッチングアプリで知り合った女子高生に淫行を働いたとして神奈川県青少年保護育成条例違反で逮捕される。部員は箱根駅伝で活躍した有名部員であった。
- 2021年12月　日本大学陸上部員が特殊詐欺の受け子をしていたとして逮捕された。
- 2022年1月　日本大学前理事長で、元相撲部監督の田中英壽が所得税法違反で逮捕される。田中英壽は日大の体育会を支配して理事長として君臨していた。
- 2022年5月　同志社大学アメリカンフットボール部員による女性への集団暴行事件。詳細は同志社大学ワイルドローバー#不祥事を参照。
- 2023年7月　東京農業大学ボクシング部員らが、大麻を販売目的で所持していたとして警視庁に逮捕された[73][74]。
- 2023年8月3日　朝日大学ラグビー部員3人が、SNSを通じて知り合った人物に大麻を販売したとして、岐阜県警察に逮捕された[75]。
- 2023年8月5日　日本大学アメリカンフットボール部員が、寮で大麻や覚醒剤を隠し持っていたとして警視庁に逮捕された。これを受け、部は無期限の活動停止処分となった[76]。
- 2023年9月　立教大学野球部で、上級生による下級生への暴力と未成年部員の喫煙が発覚。
- 2023年10月5日　近畿大学剣道部の21歳の男子部員が、大阪府東大阪市内の路上で、同学年の男子部員の1人に対し、暴行を加え転倒させた。被害を受けた部員は頭部に負傷し、その後10月16日に死亡した。大阪府警察は、暴行を加えた男子部員を、傷害容疑で逮捕した[77]。
- 2024年1月　福山大学サッカー部員大麻取締法違反事件